# طرخشقون لازوردي
طرخشقون لازوردي (الاسم العلمي:Taraxacum azureum) هو نوع من النباتات يتبع جنس الطرخشقون من الفصيلة النجمية.